# Ялботина (град Пирот)
 Тази статия е за селото в Пиротско.  За селото в община Драгоман вижте Ялботина.  
Ялботина (на сръбски: Јалботина) е село в община община Пирот, Пиротски окръг, Сърбия. През 2002 година населението му е 104 души.

## География
Ялботина е купно село, разположено в югоизточната част на Пиротската котловина.

## История
В джелепкешански регистър от 1567 – 1577 година селото е вписано като Горна Лалботина и има пет джелепкешански домакинства. Част е от каза Шехиркьой. В регистър на войнушките бащини от 1606 година се споменават три празни бащини в Горна Яблотина.
По Берлинския договор от 1878 година селото е включено в пределите на Сърбия. Според сръбския автор Мита Ракич през 1879 година Ялботина има 56 къщи и 203 жители (100 мъже и 103 жени). Един от мъжете е грамотен.
През 1915 – 1918 и 1941 – 1944 година е в границите на военновременна България. През 1916 година, по време на българското управление на Моравско, Ялботина е част от Суковска община на Пиротска селска околия и има 285 жители. Към 1941 – 1942 година Ялботина има 78 къщи и 89 венчила.

## Население
- 1948 – 439 жители.
- 1953 – 421 жители.
- 1961 – 371 жители.
- 1971 – 290 жители.
- 1981 – 202 жители.
- 1991 – 122 жители.
- 2002 – 104 жители.

Според преброяването от 2002 година жителите на селото са сърби.